# Zürcher Sing-Akademie
Die Zürcher Sing-Akademie ist ein Schweizer gemischter Chor. Das Repertoire des professionellen Gesangensembles reicht von Werken der Renaissance über Klassik und Romantik bis zu zeitgenössischer Musik. 32 Sänger bilden die Grundbesetzung, je nach Programm und Anforderung kann sich der Chor erweitern. Die Zürcher Sing-Akademie ist Partnerin für die grossen Schweizer Orchester bei der Aufführung von chorsinfonischen Werken und engagiert sich im A-cappella-Repertoire. Seit 2017 hat der deutsche Dirigent Florian Helgath die künstlerische Leitung inne.

## Geschichte
Die Zürcher Sing-Akademie wurde 2011 als Nachfolgerin des Schweizer Kammerchors gegründet. Der erste künstlerische Leiter Timothy Brown arbeitete zunächst sowohl mit professionellen Sängern als auch Laien zusammen. Seit 2017 ist der Chor rein professionell zusammengesetzt. Die Zürcher Sing-Akademie ist nicht nur in der Schweiz tätig, Tourneen führten das Ensemble nach Deutschland, Italien, Israel, in die Niederlande, in den Libanon, nach Taiwan und China sowie in diverse Hauptstädte Europas. Darunter waren die Auftritte bei den BBC Proms mit Bachs Johannespassion (Zürcher Kammerorchester und Roger Norrington) 2014 oder die Wiedereröffnung der neu renovierten Tonhalle Zürich mit Mahlers 3. Sinfonie (Tonhalle-Orchester Zürich, Paavo Järvi).

## Musikalische Zusammenarbeit
Als professioneller Partnerchor des Tonhalle-Orchesters Zürich angedacht, konzertiert der Chor mit zahlreichen Schweizer Klangkörpern, etwa dem Orchestre de la Suisse Romande, dem Luzerner Sinfonieorchester, dem Kammerorchester Basel oder dem Musikkollegium Winterthur, und bringt Oratorien und chorsinfonische Werke in den grossen Konzertsälen der Schweiz zur Aufführung. Gemeinsam mit Orchestra «La Scintilla» am Opernhaus Zürich führt der Chor die eigene Konzertreihe «LES CONCERTS».
Eine Zusammenarbeit verbindet die Zürcher Sing-Akademie ausserdem mit dem Freiburger Barockorchester, mit dem es bereits mehrere CDs beim Label Harmonia Mundi eingespielt hat.
Der Chor arbeitet mit verschiedenen Einstudierern sowie Chor- und Orchesterdirigenten wie Giovanni Antonini, Daniel Barenboim, Bernard Haitink, Pablo Heras-Casado, René Jacobs, Paavo Järvi, Kent Nagano, Roger Norrington, Jonathan Nott und David Zinman.

## Diskographie
- «Herzblut: Swiss a cappella music». Chor a cappella, Florian Helgath. Claves (2022).
- Carl Maria von Weber: «Der Freischütz» | Freiburger Barockorchester, René Jacobs. Harmonia Mundi  (2022).
- Ludwig van Beethoven: «Sinfonie Nr. 9», «Chorfantasie». Freiburger Barockorchester, Pablo Heras-Casado. Harmonia Mundi (2020).
- Ludwig van Beethoven: «Leonore» (1805). Freiburger Barockorchester, René Jacobs. Harmonia Mundi (2019).
- Ludwig van Beethoven: «Sinfonie Nr. 9», «Chor der Gefangenen» aus Fidelio; Johannes Brahms: «Nänie». Luzerner Sinfonieorchester, James Gaffigan. Sony Classical (2018).
- «Walter Furrer – ein zu Unrecht vergessener Komponist - Werkauswahl»: «Drei religiöse Chöre aus Faust I». Chor a cappella, Florian Helgath. M&S (2018).
- Urs Joseph Flury: «Passion» in Solothurner Mundart. Text von Beat Jäggi. Zürcher Symphoniker, Urs Joseph Flury. Disques VDE-Gallo (2016).
- Maurice Ravel: «Daphnis et Chloé». Tonhalle-Orchester Zürich, Lionel Bringuier. Deutsche Grammophon (2016).
- Felix Mendelssohn Bartholdy: «Die erste Walpurgisnacht». Musikkollegium Winterthur, Douglas Boyd. MDG  (2016).
- Gustav Mahler – «Sinfonie No. 2», 150th Anniversary Edition (14 CDs, Nr. 8). Tonhalle-Orchester Zürich, David Zinman. Sony Classical (2018, Aufnahme 2014).